# 于大海
于大海（1961年—）海外中国民主运动人士。

## 生平
1961年，于大海生于天津，1978年起就读于北京大学，主修物理学。在校期间，曾于1980年参选海淀区人大代表。1982年毕业之际，通过李政道的中美聯合培養物理類研究生計劃赴美国宾夕法尼亚大学攻读物理学博士，但不久就改变心意，认为文科对中国更有用，希望通过经济学研究为推动中国经济改革作出贡献。在鄒至莊推荐下，于大海转入普林斯顿大学攻读经济学博士，与杨小凯成为同学。两人商议于1985年在中国驻纽约总领事馆创建中国留美经济学会（Chinese Economists Society），首届理事三人包括于大海、杨小凯和哈佛大学的錢穎一。就读期间曾在达特茅斯学院任教。1987年反资产阶级自由化运动和1989年六四事件后，于大海对国内改革形势感到失望，主要精力投入中国民主运动，出任中国民主团结联盟（民联）主席、《北京之春》主编等职。1997年取得普林斯顿大学经济学博士学位，次年赴塔夫茨大学任教。后来从事主业是金融投资，但一直参与民运活动，现任纽约六四紀念館馆长。